# Hajtovka
Hajtovka é um município da Eslováquia, situado no distrito de Stará Ľubovňa, na região de Prešov. Tem 3,05 km² de área e sua população em 2018 foi estimada em 68 habitantes.

## Demografia
| Ano:        | 1994 | 2004    | 2014    | 2024   |
| ----------- | ---- | ------- | ------- | ------ |
| Broj ljudi: | 109  | 91      | 76      | 75     |
| Razlika:    |      | -16,51% | -16,48% | -1,31% |

| Ano:               | 2023 | 2024   |
| ------------------ | ---- | ------ |
| Número de pessoas: | 69   | 75     |
| Diferença:         |      | +8,69% |